# Château de Juigné (Saint-Herblon)
Le château de Juigné est un château situé sur la commune de Saint-Herblon dans le département de la Loire-Atlantique.

## Historique
Il a été la propriété de la famille Brossaud de Juigné.
Le château et parc sont classés sites naturels en 1942.

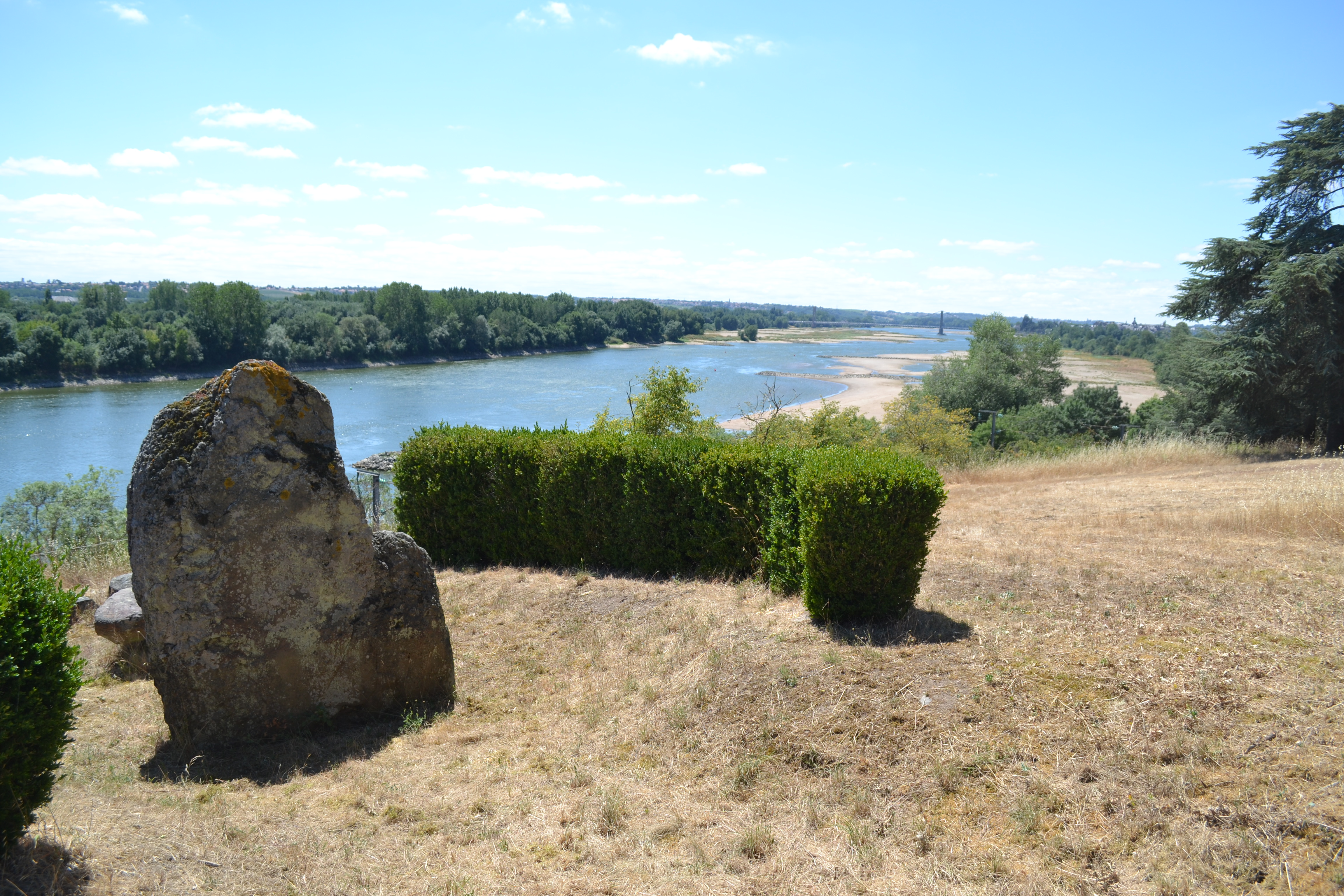
Le menhir de Juigné